# Affaire Yumiko-chan

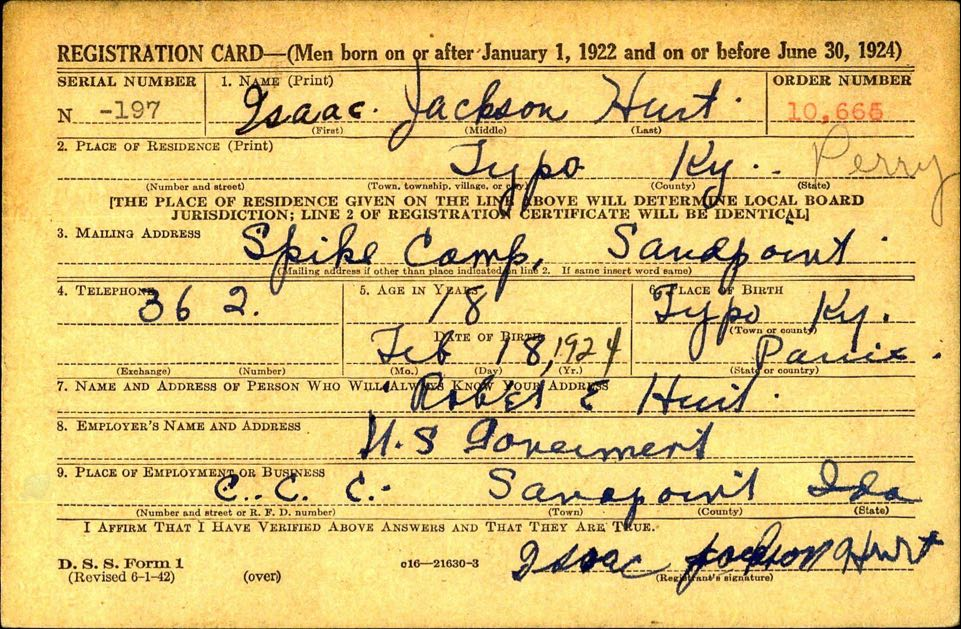
Carte de recrutement d'Isaac J. Hurt, le soldat américain reconnu coupable du viol et du meurtre de Yumiko Nagahama, âgée de 6 ans, à Okinawa, en 1955. Avant d'entrer dans l'armée, Hurt avait été emprisonné aux États-Unis pour tentative de viol et agression, mais il l'avait caché lorsqu'il s'était engagé.

L'affaire Yumiko-chan est le viol et le meurtre d'une fille de six ans nommée Yumiko Nagayama (ou parfois Yumiko Arakaki) par un soldat américain de 31 ans stationné à Okinawa le 3 septembre 1955, dix ans après le début de l'occupation américaine de l'île qui, à l'époque, n'avait pas encore été réintégrée au Japon. Yumiko était partie au jardin d'enfants ce jour-là. Sa disparition est remarquée vers 20h quand elle ne rentre pas chez elle.
Le lendemain, son corps est retrouvé dans la décharge de la base aérienne de Kadena. Elle avait été violée et assassinée, et son corps avait l'air d'« avoir été coupé par un couteau bien aiguisé de la région abdominale jusqu'aux intestins ». Un acte d'accusation fut publié contre le sergent Isaac J. Hurt (parfois incorrectement nommé Isaac J. Hart) du bataillon B de la 32e division d'artillerie, pour meurtre, viol et enlèvement d'enfant.

## Réaction
La colère contre l'occupation américaine fut exacerbée par l'horreur de cette affaire, en plus du fait qu'en raison du principe d'extraterritorialité des forces US d'Okinawa, le soldat soupçonné n'ait pas à être confronté à la justice okinawaise, mais à une cour martiale américaine. De la bataille d'Okinawa en 1945 jusqu'en 1972, Okinawa fut contrôlée par l'administration civile américaine des îles Ryūkyū.
Une marche pour la protection des enfants fut organisée à Okinawa et l'association de l'enfance fut formée à la suite de cet incident. Les Okinawais demandèrent que l'armée américaine « punisse les coupables de crime contre les enfants par la peine de mort sans regard sur leur nationalité ou leur origine ethnique ». Les Okinawais demandèrent également qu'Isaac J. Hurt soit jugé par une cour civile et que le procès soit télédiffusée, mais ces requêtes furent ignorées.
Une semaine après l'affaire, un soldat américain viola une fille de 9 ans.

## Procès
Isaac J. Hurt fut jugé pour viol et meurtre par un tribunal militaire américain à Okinawa. Son jugement dura 13 jours, durant lesquels il clama son innocence. Il fut reconnu coupable après une rapide délibération de moins d'une heure. C'était la seconde condamnation pour viol commis par un Américain à Okinawa en moins d'un mois. Néanmoins, il fit plus tard appel et fut renvoyé aux États-Unis sans être exécuté.

## Conséquence
L'affaire alimenta le débat sur la présence continue des forces américaines au Japon et fut le déclencheur des premières grandes protestations contre l'occupation d'Okinawa.